# Ansatz (Blasinstrument)
Als Ansatz bezeichnet man die Technik des Ansetzens eines Blasinstruments an den Mund des Musikers. Dies umfasst nicht nur die exakte Positionierung des Instruments und die richtige Lippen- und Kieferstellung, sondern bezeichnet auch die Fähigkeit des Spielers zu ausdauerndem Spiel mit anhaltend guter Tonqualität. So spricht man auch davon, dass bei längeren Übepausen als erstes „der Ansatz verloren geht“.
Die Ansatztechniken für Holzblasinstrumente und Blechblasinstrumente unterscheiden sich grundsätzlich, da beide Instrumentengruppen unterschiedlichen Tonerzeugungsprinzipien folgen.

## Holzblasinstrumente

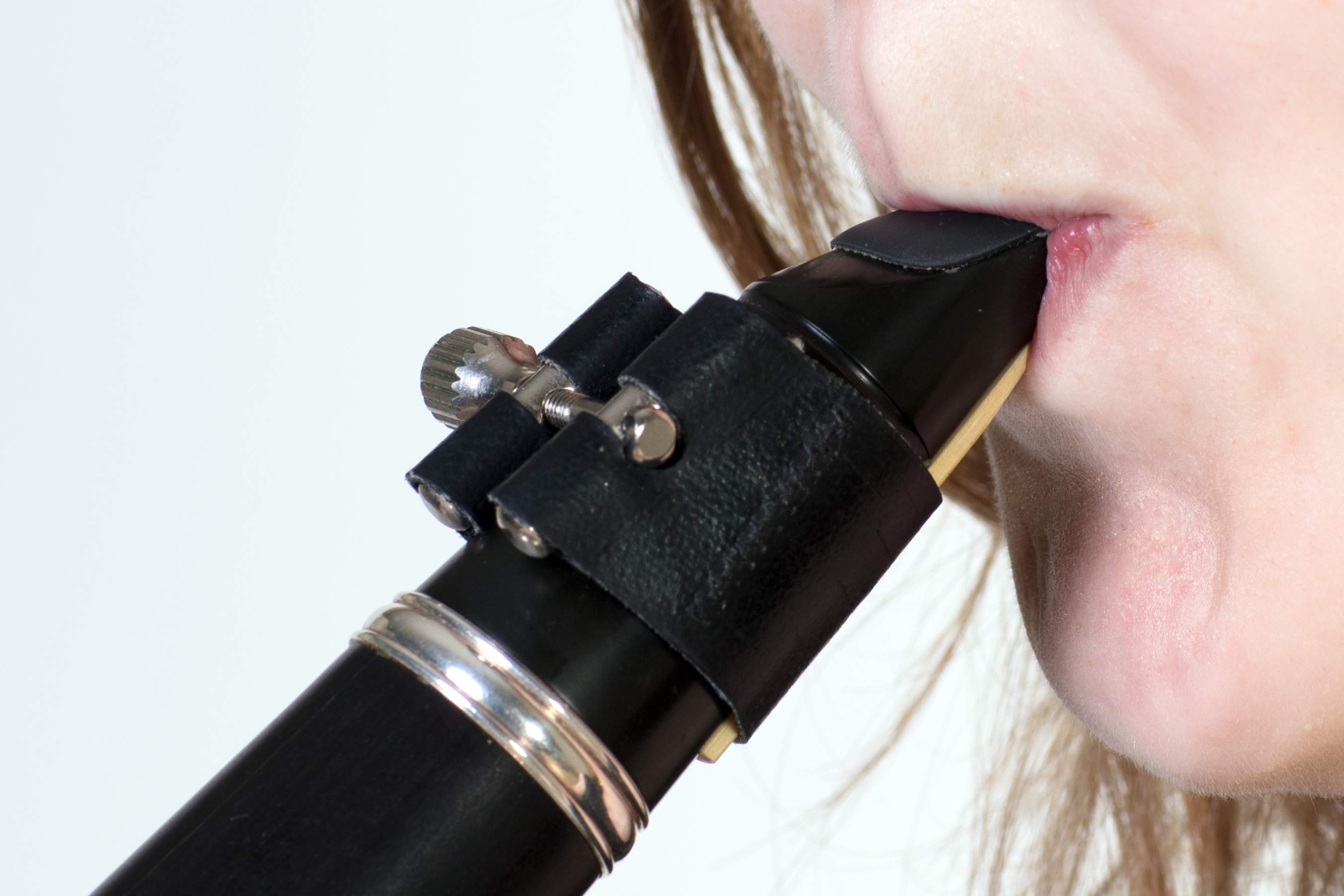
Ansatz bei der Klarinette

Bei Holzblasinstrumenten dient der Ansatz dazu, den vom Spieler erzeugten Luftstrom bestmöglich auf den Schwingungserzeuger am Instrumentenmundstück (Rohrblatt oder Anblaskante) zu übertragen.

## Blechblasinstrumente
Bei Blechblasinstrumenten wird die Schwingung durch die Lippenmuskeln des Spielers erzeugt und mit Hilfe des Mundstücks lediglich auf die Luftsäule im Instrument übertragen. Eine vermehrte Lippenspannung in Verbindung mit einem erhöhten Luftdruck ist Voraussetzung für das Spielen hoher Töne. Da im Gegensatz zu den mechanischen Schwingungserzeugern der Holzblasinstrumente der Lippenmuskel mit der Zeit ermüdet, hat der Ansatz bei Blechbläsern entsprechend dem Training der Lippenmuskulatur entscheidenden Einfluss auf die Ausdauer, den Klang und die Fähigkeit, hohe Töne zu spielen.
In beiden Fällen variiert die exakte Position des Mundstücks auf den Lippen sowohl in Abhängigkeit von dem Instrument als auch von individuellen Techniken des Spielers. Manche Bläser versuchen auch mit Lippenhanteln die Muskulatur für den Ansatz zu stärken.